# Cassida rubiginosa
Cassida rubiginosa је врста тврдокрилца из породице буба листара (Chrysomelidae).

## Опис
Cassida rubiginosa је дугачка 6–8 mm. Као и код других врста у роду  Cassida главу покрива широки пронотум, а покрилца имају широке рубове. Заобљенија је од сродних врста, са зеленим или жутозеленим покрилцима и често тамном троугластом шаром око скутелума. Занимљиво је да је научно име добила од латинске речи rubiginosus, која значи "зарђао или боје рђе". Објашњење је да сачувани примерци брзо попримају смеђу боју.

## Распрострањење
По правилу се налази на чкаљевима и другим биљкама из породице Asteraceae, којима се и хране. Могу знатно да смање бројност чкаљева, па се у многим земљама користе за биолошку контролу.
Широко је распрострањена, мада није бележена на југозападу и крајњем северу Србије. Има је у целој Европи.

## Галерија
- Изглед дорзално и вентрално
- ларва